# Steatoda marta
Steatoda marta är en spindelart som beskrevs av Levi 1962. Steatoda marta ingår i släktet vaxspindlar, och familjen klotspindlar.
Artens utbredningsområde är Colombia. Inga underarter finns listade i Catalogue of Life.